# Борго Сан Далмацо
Борго Сан Далмацо (итал. Borgo San Dalmazzo) је насеље у Италији у округу Кунео, региону Пијемонт.
Према процени из 2011. у насељу је живело 11128 становника. Насеље се налази на надморској висини од 630 м.

## Становништво
| 1931. | 1936. | 1951. | 1961. | 1971. | 1981.  | 1991.  | 2001.  | 2011.  |
| ----- | ----- | ----- | ----- | ----- | ------ | ------ | ------ | ------ |
| 4.949 | 4.717 | 5.717 | 6.356 | 8.041 | 10.079 | 10.939 | 11.274 | 12.372 |